# Vici ocult
Els defectes o vicis ocults, també anomenats vicis redhibitoris, són en termes jurídics, els possibles defectes que pot tenir una cosa (un objecte, per exemple) alhora de fer una compravenda i que no es poden detectar al lliurament. Generalment, l'existència de vicis ocults dona dret al comprador d'exercir una sèrie d'accions envers el venedor. Aquestes accions tenen per objecte la reclamació d'una resolució del contracte o bé una modificació de les condicions de venda, com també el rescabalament de danys i perjudicis.

## Regulacions nacionals

### Espanya
La denúncia del contracte de compravenda per part del comprador cap al venedor està limitada al termini de 30 dies comptats després de l'entrega de la cosa. Si el comprador no denuncia en el termini establert, perd l'acció de poder reclamar envers el venedor.
Drets (accions) atorgats al comprador:
- Renúncia del contracte amb l'abonament de despeses corresponents al pagament efectuat amb anterioritat (acció redhibitòria).
- Rebaixar una quantitat proporcional del preu, segons la valoració d'un pèrit (acció Quanti Minoris).
- En tots dos casos, el comprador pot exigir la indemnització per danys i prejudicis per raó de mala fe per part del venedor.

El termini per d'exercici de drets és de 6 mesos comptats des de l'entrega.

## França
La denúncia del contracte de compravenda per part del comprador cap al venedor no està limitat a cap termini des del moment de la venda, però s'ha d'exercir en els dos anys següent al descobriment del vici. Això no obstant, el comprador ha de provar l'existència real d'un possible vici ocult.
Drets atorgats (accions) al comprador:
- Dret a substitució de la cosa per una altra cosa equivalent en valor
- Dret a devolució dels diners